# 魏希相
魏希相（1509年—？），字漢卿，山西太原府陽曲縣人，民籍，明朝政治人物。

## 生平
嘉靖十九年（1540年）庚子科山西鄉試第五十八名舉人。嘉靖二十年（1541年）中式辛丑科會試第一百三十二名，登第三甲第六十九名進士。授知縣，二十四年十二月选授廣東道试監察御史，二十五年九月实授。

## 家族
曾祖魏欽；祖父魏剛；父魏通，母張氏。严侍下。兄茂、盛。